# Sitio de Gerona (1467)
El Sitio de Gerona de 1467 fue uno de los episodios de la Guerra civil catalana.

## Antecedentes
Con el estallido de la guerra civil catalana, los campesinos ampurdaneses optaron por apoyar a la Diputación General de Cataluña, como lo hicieron las villas de Figueras, Rosas y Castellón de Ampurias.
El 29 de junio de 1466 fallece el condestable Pedro de Portugal en Barcelona, habiendo aumentado considerablemente los partidarios de poner fin a la guerra. Para evitarlo, el 2 de julio se publica un decreto por el que se castigaría con pena de muerte a los que hablaran en favor del rey, de la reina o de su primogénito. Aprovechando el clima, Juan II de Aragón hizo una oferta de paz como la que acababa de hacer en Tortosa, que se rindió el 15 de julio, por medio de una embajada de las Cortes de Aragón, pero el ofrecimiento fue rechazado por las instituciones barcelonesas, dominadas por el sector revolucionario más radical encabezado por Cosme de Montserrat, obispo de Vic, porque esperaba la ayuda del reino de Francia.
La corona fue ofrecida a Renato I de Nápoles, nieto de Juan I de Aragón y antiguo enemigo de Alfonso V de Aragón, lo que modificaría el sistema de alianzas internacionales, y se nombró una embajada formada por tres miembros en representación de los tres estamentos del Principado para que fuera a Angers a rendirle homenaje, y solo aceptó cuando Luis XI de Francia le hizo saber secretamente que contaba con su apoyo. Consciente que detrás de la proclamación de Renato de Anjou se encontraba Luis de Francia, Juan le pidió que mantuviera la alianza suscrita en el Tratado de Bayona de 1462 y no recibió respuesta. El cambio en su política con respecto a Cataluña fue comunicado por Luis a las autoridades catalanas, a las cuales aseguró que había abandonado su "anterior alianza y confederación" con el rey Juan y que estaba dispuesto a prestar toda su ayuda y consejo a Renato de Anjou. En el plano internacional, la respuesta de Juan fue concertar una liga con Eduardo IV de Inglaterra y Carlos I de Borgoña, dos enemigos del rey francés.
Renato nunca llegó a pisar Cataluña y cedió los derechos a su hijo, Juan II de Lorena, que entró como lugarteniente en Barcelona el 31 de agosto de 1467, y tardó  en reunir un ejército con el que intervenir en Cataluña, así que Juan II intentó aprovechar la situación para ocupar el Ampurdán e impedir el avance del ejército angevino hacia Barcelona una vez cruzara los Pirineos, tomando también la fortaleza de Rosas. A finales de septiembre de 1466 el ejército real, dirigido por la reina Juana Enríquez se dirigió hacia Rosas desde Manresa, pasando por Olot, Besalú y Bañolas, y el 22 de octubre inició el asalto, pero Rosas resistió y el asedio se levantó el 8 de noviembre. El fracaso de la reina en Rosas posibilitó el avance del ejército angevino, cuya avanzadilla entró en el Principado en enero del 1467 y llegó a Barcelona a mediados de febrero después de tomar Castellón de Ampurias el 1 de ese mismo mes. Los angevinos fueron aclamados por sus desmoralizados habitantes, que en aquellos momentos sufrían graves problemas económicos.

## El Sitio
A mediados de abril, el grueso del ejército angevino cruzó los Pirineos dirigidos por Juan II de Lorena, a quién Luis XI de Francia hacía poco que había renovado la promesa de apoyo. Aún así, no se dirigió directamente a Barcelona, sino que antes intentó tomar Gerona, el principal núcleo realista en el norte de Cataluña. A mediados de agosto tuvo que desistir del asedio iniciado el 7 de julio, después de haberse apoderado de la mayor parte del Ampurdán, ante el anuncio de la llegada de un ejército realista de auxilio encabezado por el joven príncipe Fernando. Por miedo de verse atrapado entre dos fuegos, levantó el campamento y el 3 de septiembre entró en Barcelona.

## Consecuencias
La derrota en la batalla de Viladamat en noviembre de 1467, obligó a Juan II y al príncipe Fernando a refugiarse en el barco real y volver a Tarragona para dirigirse hacia Cervera. Para Juan II y su hijo la derrota de Viladamat fue el fin de sus esperanzas por conseguir una victoria rápida en la guerra y, mientras, Juan de Lorena reforzó su autoridad ante las instituciones catalanas y redujo considerablemente la intranquilidad en la ciudad a causa de la crisis financiera. A mediados de diciembre de 1467, el mismo Juan de Lorena partió hacia el Ampurdán para completar la victoria de Viladamat asediando el castillo de San Martín de Ampurias, que acabó rindiéndose cuatro meses después, y poco después se rindió el castillo de Bagur. A mediados de junio, Juan de Lorena cruzó los pirineos para reclutar un ejército de refuerzo que le permitiera apoderarse de Gerona, último bastión realista de la zona defendido por Alfonso de Aragón y Escobar, quien el 23 de mayo de 1468 venció a la hueste del conde de Vaudemont, que avanzaba hacia San Juan de las Abadesas. Finalmente, los esfuerzos del duque de Lorena llevaron a la capitulación de Gerona el 1 de junio de 1469.